# Isla Missicab
Isla Missicab es una ranchería del municipio de Balancán ubicado en la subregión de los Ríos del estado mexicano de Tabasco.

## Geografía
La localidad se ubica a 10.2 kilómetros (en dirección noreste) de la localidad de Balancán de Domínguez, la cabecera y lugar más poblado del municipio. Se sitúa en las coordenadas geográficas 17°44′48″N 91°27′48″O / 17.746667, -91.463333, a una elevación de 10 metros sobre el nivel del mar.

## Demografía
Según el Conteo de Población y Vivienda 2020, efectuado por el Instituto Nacional de Estadística y Geografía, la localidad de Isla Missicab tiene 157 habitantes, de los cuales 85 son del sexo masculino y 72 del sexo femenino. Su tasa de fecundidad es de 3.98 hijos por mujer y tiene 45 viviendas particulares habitadas.
| Gráfica de evolución demográfica de Isla Missicab entre 1940 y 2020 |
|                                                                     |
| INEGI.                                                              |